# 龙治民
龙治民夫妇杀人案，也称为龙治民杀人案，是指陕西省商县人龙治民及其妻子闫淑霞在1983年至1985年间杀害48人的案件，被称为“新中国第一刑事大案”，此案震惊了中南海和国务院。

## 案件经过
龙治民原是陕西省商洛地区商县仁治公社龙砭子大队人。1974年春，因修建南秦水库，移居商县杨峪河乡（现商洛市商州区杨峪河镇）王墹村。1977年冬他将一痴呆女子骗至家中关在楼上，奸宿数日，后被村中民兵发现解救。1978年，他与因患脑膜炎而残疾的闫淑霞结婚。
1983年3月至1985年5月间，龙治民以帮忙介绍对象、高价雇工、免费住店等名义，先后将48人（男31人，女17人）诱骗至家中，在妻子协助下将人杀害，并埋在自家院内。
1985年5月28日起，警方结合失踪者家属举报，拘捕龙治民并对龙治民家展开搜查。6月5日，在龙家厕所东墙下50厘米处，又发现一堆已完全骨化的尸骸。经过整理鉴定，计为4具。是为“1号坑”。警方总共发掘出3个埋尸坑，48具尸体（麦草堆旁2具，化肥袋中1具，1号坑4具，2号坑8具，3号坑33具）。

## 審判以及執行死刑
在1985年8月30日，中國陝西省人民檢察院商洛分院以故意殺人罪，對龍治民夫婦提起了公訴。在21天之後（9月20日）商洛地區中級法院判處龍治民夫婦死刑定讞。後來2人因為不服判決，之後就提出了上訴，在陝西省高級人民法院駁回上訴，也維持了1審判決。在7天之後（9月27日）2人被執行槍決。

## 作案动机
医学专家认为，明显可见龙的杀人是有其实际目的的，一是谋取财物；二是获取劳力；三是满足性要求。到了后期演化为杀人成瘾，从杀戮中获取快感。

## 后续
2011年年底，《陕西省志·公安志》公开出版，其中公布了龙治民的照片。